# SummerSlam (2006)
SummerSlam 2006 est le dix-neuvième SummerSlam, pay-per-view de catch produit par la World Wrestling Entertainment. Il s'est déroulé le 20 août 2006 au TD Banknorth Garden de Boston dans le Massachusetts. Les tickets se sont vendus complètement trois jours après leur mise en vente. C'était le premier pay per view inter-brand à comprendre les divisions WWE RAW, Friday Night SmackDown! et ECW. C'est également la toute première fois que trois Championnats du Monde ont été défendus la même soirée, le ECW World Championship étant défendu pour la première fois dans un PPV de la WWE.
En France, cet évènement a fait l'objet d'une sortie en DVD chez One Plus One.

## Résultats
| #                                                                | Match                                                                  | Stipulation                                         | Durée |
| ---------------------------------------------------------------- | ---------------------------------------------------------------------- | --------------------------------------------------- | ----- |
| Dark                                                             | Carlito bat Rob Conway                                                 | Match Simple                                        | 6:40  |
| 1                                                                | Chavo Guerrero bat Rey Mysterio                                        | Match Simple                                        | 11:01 |
| 2                                                                | The Big Show (c) bat Sabu                                              | Extreme Rules Match pour le ECW World Championship  | 8:31  |
| 3                                                                | Hulk Hogan bat Randy Orton                                             | Legend vs Legend Killer Match                       | 10:56 |
| 4                                                                | Ric Flair bat Mick Foley                                               | I Quit Match                                        | 13:14 |
| 5                                                                | Batista bat King Booker (c) (avec Queen Sharmell) par disqualification | Match Simple pour le World Heavyweight Championship | 10:26 |
| 6                                                                | D-Generation X battent Vince McMahon et Shane McMahon                  | Tag Team Match                                      | 13:01 |
| 7                                                                | Edge (c) (avec Lita) bat John Cena                                     | Match Simple pour le WWE Championship               | 15:41 |
| (c) désigne le(s) champion(s) défendant son titre dans le match. |                                                                        |                                                     |       |